# Villemoisson-sur-Orge
 Villemoisson-sur-Orge  es una población y comuna francesa, ubicada en la región de Isla de Francia, departamento de Essonne, en el distrito de Palaiseau y cantón de Longjumeau.

## Demografía
| 2767 | 3404 | 4050 | 4104 | 6404 | 6878 |
| Para los censos de 1962 a 1999 la población legal corresponde a la población sin duplicidades (Fuente: INSEE [Consultar]) |      |      |      |      |      |